# Stele Maraş 15

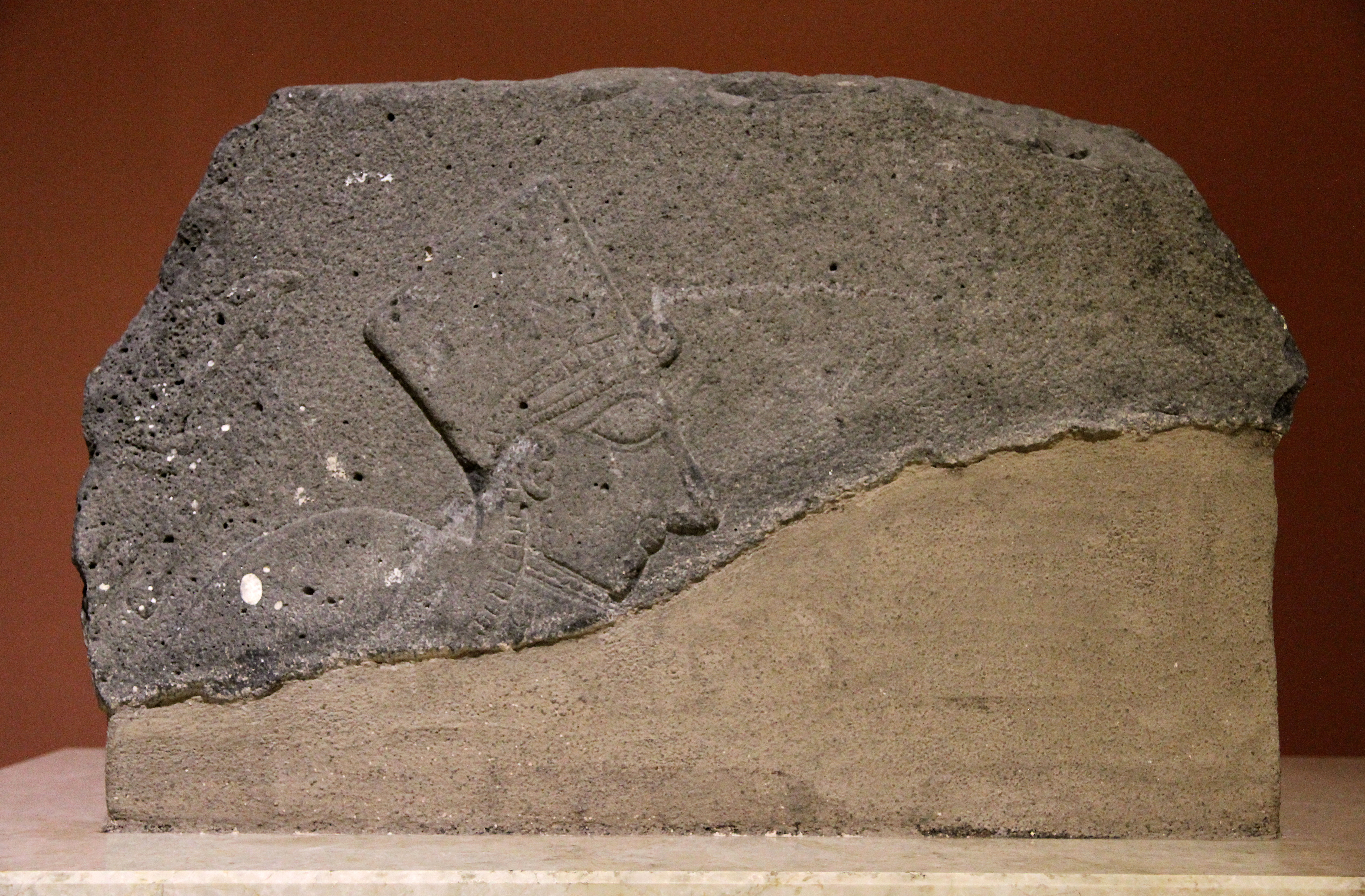
Stelenfragment Maraş 15

Mit Maraş 15 wird das Fragment einer späthethitischen Stele bezeichnet, das im Archäologischen Museum der südtürkischen Stadt Kahramanmaraş unter der Inventarnummer 11.2.89 ausgestellt ist.
Die genaue Herkunft der Stele lässt sich nicht klären. Der britische Hethitologe John David Hawkins war gemeinsam mit seinem türkischen Kollegen Mustafa Kalaç im Sommer 1987 nach der Anlieferung des Stelenfragments in dem Museum. Er vermutet, dass das Stück bei Ausschachtarbeiten am Fuß der Burg von Kahramanmaraş (früher Maraş) zu Tage kam. Von beiden stammt auch die bislang einzige Publikation der Stele im Corpus of hieroglyphic Luwian inscriptions.
Das Fragment hat eine erhaltene Höhe von 0,38 Metern und eine Breite von 0,66 Metern. Auf der geglätteten Vorderseite sind im Relief Kopf und Schultern einer Frau zu sehen. Sie trägt auf dem Kopf einen hohen Polos, eine zylinderförmige Kopfbedeckung, mit eingerolltem Schleier und verzierten Säumen. Die Darstellung ähnelt einem anderen Relief aus Maraş, das die Bezeichnung Maraş 2 hat und im Archäologischen Museum Istanbul ausgestellt ist. Dort sind zwei Frauen abgebildet, die sich an einem Tisch gegenübersitzen. Von einer zweiten Person sind bei Maraş 15 allerdings keine Spuren vorhanden. Hinter dem Kopf der Figur sind zwei luwische Hieroglyphenzeichen zu erkennen, die Hawkins mit „This (is)“, also „Das ist“, übersetzt. Er nimmt an, dass der Rest der Inschrift lediglich die gezeigte Person identifizierte. Aus der Form dieser Zeichen und aus weiteren Ähnlichkeiten zu Maraş 2 schließt er auf eine Datierung ins 9. Jahrhundert v. Chr. In dieser Zeit war Kahramanmaraş Hauptort des neo-hethitischen Stadtstaates Gurgum.